# Dzhibilo Nizharadze
Dzhibilo Nizharadze (14 de abril de 1946 – 1993) fue un deportista soviético que compitió en judo. Ganó una medalla en el Campeonato Mundial de Judo de 1973, y cinco medallas en el Campeonato Europeo de Judo entre los años 1973 y 1978.

## Palmarés internacional
| Campeonato Mundial | Campeonato Mundial   | Campeonato Mundial | Campeonato Mundial |
| Año                | Lugar                | Medalla            | Categoría          |
| ------------------ | -------------------- | ------------------ | ------------------ |
| 1973               | Lausana (Suiza)      | Medalla de plata   | +93 kg             |
| Campeonato Europeo |                      |                    |                    |
| Año                | Lugar                | Medalla            | Categoría          |
| 1973               | Madrid (España)      | Medalla de bronce  | +93 kg             |
| 1975               | Lyon (Francia)       | Medalla de oro     | +93 kg             |
| 1976               | Kiev (URSS)          | Medalla de bronce  | Abierta            |
| 1977               | Ludwigshafen (RFA)   | Medalla de plata   | +95 kg             |
| 1978               | Helsinki (Finlandia) | Medalla de bronce  | Abierta            |